# Georges Serullas
Georges Simon Serullas, född 2 november 1774 i Poncin, död 25 maj 1832 i Paris, var en fransk farmaceut och kemist.
Serullas var ursprungligen fältapotekare, men blev 1825 professor vid militärläkarskolan Val de grâce i Paris och 1829 ledamot av Institut de France. Han upptäckte bland annat 1822 jodoformen.